# For Once in My Life (Mel B)
For Once in My Life è un singolo della cantante britannica Melanie Brown, nota anche come Mel B. Il brano, scritto da Melanie Brown, Tim Daniel McEwan, Lars Halvor Jensen, Gita Lake e Negin Djafari, è stato pubblicato nel 2013.

## Tracce
- Download digitale

1. For Once in My Life – 3:38